# Peter Gordeno
Peter Dean Gordeno (Londra, 20 febbraio 1964) è un tastierista e bassista britannico, turnista dei Depeche Mode a partire dal 1998.

## Biografia
È entrato nella formazione dal vivo dei Depeche Mode principalmente come sostituto di Alan Wilder, eseguendo parti di tastiera, basso e cori. Nel 2003 ha accompagnato anche Martin Gore, nel suo mini-tour solista conseguente alla pubblicazione di Counterfeit². 
Gore gli ha lasciato vena libera negli arrangiamenti delle canzoni della band, tra cui I Feel You, rivisitato in chiave più pianistica, con delle parti di piano sovrapposte a quelle elettroniche. Assieme all'altro collaboratore dei Depeche Mode, il batterista Christian Eigner, ha partecipato al diciottesimo album in studio di Gianna Nannini, Inno (2013). Nel 2017 ha composto insieme a Dave Gahan e Eigner i brani Cover Me e Poison Heart, inclusi nell'album dei Depeche Mode Spirit. La collaborazione si è rinnovata con il successivo Memento mori, dove Gordeno risulta tra i coautori di Before We Drown.